# Dirk Gion
Dirk Gion (* 1965 in Dortmund) ist ein deutscher Wissenschaftsjournalist, Fernseh-Moderator, Regisseur, Stuntman/Stunt-Koordinator, Extremsportler und Abenteurer.
Er produzierte weltweit Fernseh- und Hörfunk-Dokumentationen, unter anderem für ZDF, Arte, WDR, ARD, National Geographic, KiKa, Pro 7, VOX, Kabel 1 und weitere Sender. Bekannt wurde Dirk Gion durch seine Moderation als Action Experte der ARD-Sendungen Kopfball und Experimente am Limit. Im Extremsport- und Extremtechnikbereich stellte Dirk Gion verschiedene Weltrekorde auf.

## Leben
Nach seiner Schulzeit in Dortmund und Werl (Abitur-Jahrgang 1986) studierte Dirk Gion Jura an der Ruhr-Universität in Bochum, gleichzeitig wurde er beim WDR in Dortmund, Essen und Köln zum Hörfunk- und Fernsehreporter ausgebildet. 1992 absolvierte er eine Fernseh-Hospitanz in der Redaktion Recht und Justiz beim ZDF in Mainz. Seit 1993 gehörte er zum ständigen Autorenteam der Programmgruppe Wissenschaft Fernsehen des WDR in Köln.
Zwischen 1988 und 1996 lebte Gion mehrere Jahre in Australien und den USA. In dieser Zeit entstanden zahlreiche Hörfunk- und Fernsehdokumentationen. 1994 berichtete Dirk Gion über Aufbauhelfer im Jugoslawien-Krieg. Daraus resultierte die Gründung und ein zweijähriges Engagement in einer privaten Hilfsorganisation, die Aufbauhilfe in Bosnien leistete.
Zwischen 1995 und 2000 führte Gion mehrere Expeditionen und Extremsport-Projekte durch. Unter anderem ritt er zusammen mit seinem Bruder Frank Raschke und Martin Becker ein halbes Jahr durch die Rocky Mountains und folgte dem kontinentalen Gebirgszug von Nord nach Süd über eine Strecke von 2000 km. Von 2004 bis 2007 war Dirk Gion Teamfahrer im Flysurfer-Profi Kite-Team und durchquerte auf einem Skateboard, von Lenkdrachen gezogen, Australien.
Von 2008 bis 2010 unterrichtete Gion Konzeption und Bildgestaltung von Fernsehbeiträgen am Lehrstuhl für Wissenschaftsjournalismus an der TU Dortmund.
2010/2011 entwickelte er zusammen mit dem Ingenieur Stefan Simmerer das weltweit erste Langstrecken-Windauto Wind Explorer und stellte bei einer Australien-Durchquerung von West nach Ost mehrere Weltrekorde auf.
Er lebt in Essen, ist verheiratet und Vater zweier Kinder.

## Medienarbeit
Nach seiner Ausbildung beim WDR in den Bereichen Reportage, Interview, Live-Berichterstattung und Moderation zum Hörfunk- und Fernsehberichterstatter, absolvierte Dirk Gion eine Hospitanz beim ZDF. Ab 1992 produzierte er verschiedene Hörfunk- und Fernsehdokumentationen in den USA, Asien, Australien, Marokko, dem ehemaligen Jugoslawien, Südafrika, der Türkei und Großbritannien. 1994 bis 1997 moderierte er in der Computer-Sendung Click auf Vox die wöchentliche Rubrik „Webguide“. 1999 gründete er zusammen mit seinem Partner Christoph Fleischer die Fernseh-Produktionsfirma Buckle-Up mit Sitz in Köln und Essen. Von 2000 bis 2006 war er zusammen mit dem Redakteur der Zeitschrift Yacht, Christoph Schumann, offizieller Fach-Moderator der Messe BOOT in Düsseldorf.
Seit 2005 ist Dirk Gion Moderator und Action-Experte des ARD-Wissensmagazins Kopfball. Zwischen 2005 und 2008 entwickelte er als Regisseur zusammen mit seinem Partner Christoph Fleischer und dem WDR-Redakteur Ingo Knopf die Wissens-Formate Experimente Am Limit und Kopfball Extrem für das WDR-Fernsehen. Diese Formate moderiert er auch zusammen mit Klas Bömecke.
In seiner Funktion als Fernseh-Moderator und Actionexperte hat Gion unter anderem:
- als erster Mensch mehrere Minuten auf Wasserskiern hinter einem 180 Meter langen Ozeanriesen, der Deutschland, gestanden
- mit einem Schneemobil den Rhein bei Meerbusch überquert
- versucht, mit einem Schneemobil den Ärmelkanal zu überqueren
- einen Formel-BMW-Rennwagen ohne Motor auf dem Sylter Flughafen mit einem Lenkdrachen auf knapp 80 km/h beschleunigt
- sich auf einem Mountainbike mit 120 km/h über einen Flughafen ziehen lassen, um herauszufinden, wann eine Fahrrad-Glühbirne durchbrennt.

Für seine Regie- und Kamera-Arbeiten ist er inzwischen vielfach international ausgezeichnet worden. Im Rahmen seiner Expeditionen und Extremsport-Aktionen stellte er mehrere Weltrekorde auf.

## Filmbeiträge
- Kulturhaus – Gerard Mortier mit Künstlern in der Zeche Zollverein. Eine ZDF / Arte Koproduktion, Länge: 90 Minuten. Im April 2002 setzte Dirk Gion eine ungewöhnliche Begegnung in Szene. Die Essener Zeche Zollverein wurde sowohl Bühne einer Auseinandersetzung über die Möglichkeiten der Vermittlung von Kunst, als auch Protagonist der Produktion.
- Kulturhaus – Markus Lüpertz mit Blixa Bargeld / Adolf Winkelmann in der Arena auf Schalke. Eine ZDF / Arte Koproduktion, Länge: 70 Minuten. Im Dezember 2002 folgte das Kulturhaus auf Schalke. Markus Lüpertz, Blixa Bargeld und Adolf Winkelmann treffen in der menschenleeren Arena AufSchalke aufeinander.
- Die Feuersöldner von Silver City. Pro7 / Kabel 1, Länge: 60 Minuten. 1997 entstand eine 60-minütige Dokumentation über die Smokejumpers im Westen der USA.
- Jörg Immendorff – Die Lästerzungen. Eine ZDF / Arte Koproduktion, Länge: 90 Minuten. 2000/2001 entstand eine 90-minütige Dokumentation über den Künstler Jörg Immendorff im Auftrag des ZDF in Zusammenarbeit mit Arte. Das ZDF reichte diesen Film 2001 als offiziellen Beitrag für die Cologne Conference ein.
- Wind Explorer – Mit Windkraft durch Australien. Dokumentation über seine Australien-Durchquerung mit dem Langstrecken-Windauto Wind Explorer.

## Hörfunkbeiträge
- 1989: Exportschlager Arbeit – wie die deutsche Industrie Arbeit exportiert; Red. Armin E. Möller; 60 Minuten; WDR
- 1990: EasyReiter – 2000 Kilometer mit dem Pferd durch die USA; 120 Minuten; WDR
- 1994: StahlroßReiter – Güterzugtramps in den USA; Red. Gisela Corves; 60 Minuten; WDR in Co-Produktion mit dem SFB; Finalist Award 1996 beim New York International Radio Festival.
- 1995: SchattenRitter – Manhattan Underground; Red. Gisela Corves; 60 Minuten; WDR in Co-Produktion mit DLR Berlin, SFB dem ORF Wien; World Medal in Gold 1997 beim New York International Radio Festival. Der WDR schlägt diese Produktion über Obdachlose im New Yorker Tunnelsystem für den Prix Italia und für den Karl-Sczuca-Preis vor.
- 1996: Feuersöldner – Smokejumpers in den USA; Red. Gisela Corves; 60 Minuten; WDR, BR, NDR, SFB, MDR, SR, ORF; Offizieller deutscher Beitrag beim Prix Italia 1998; Finalist Award beim New York International Radio Festival 1999.
- 2000: Kontrolliertes Risiko – Das Spiel mit Geiseln und Millionen; Red. Gisela Corves; 80 Minuten; WDR, SR, ORF, Deutschland Radio Berlin

## Auszeichnungen
Seine Dokumentationen Beyond Fear über das Freitauchen mit Weißen Haien und Striped Hunters über das Freitauchen mit Tiger- und Bullenhaien erhielten zwei Mal den Grand Prix des Internationalen Unterwasser-Filmfestivals Golden Dolphin in Moskau, einmal den Grand Prix Rolex des 37. Festival International du Film Maritime in Toulon. Darüber hinaus wurden beide Werke für die zwölf besten Abenteuer- und Entdeckerfilme des Jules Verne Film Festival Paris nominiert, belegten beim International Underwater Festival in Belgrad den ersten Platz und konnten den Titel „Bester Film“ beim Eastern MediterraneanUnderwater Film Festival erringen.
Eine weitere preisgekrönte Arbeit Gions ist das Porträt Die Lästerzungen (ZDF, Arte) über den Maler Jörg Immendorff, das als offizieller Beitrag von Arte zur Cologne Conference 2001 eingereicht wurde. Die Hörfunk-Dokumentation Schattenritter über Obdachlose in den New Yorker U-Bahn-Tunneln wurde 1997 mit einer World Medal in Gold beim New York International Radio Festival ausgezeichnet. Der WDR nominierte diese Produktion als offiziellen deutschen Beitrag für den Prix Italia. Die Sendungen Stahlrossreiter-Güterzugtramps in den USA und Feuersöldner – Smokejumpers in den USA bekamen jeweils den Finalist Award beim New York International Radio Festival.
2009 wird er zusammen mit seinem Produktions-Partner Christoph Fleischer für den ARD-Beitrag Alkohol am Steuer mit dem Christopherus Preis des Gesamtverbandes der Deutschen Versicherungswirtschaft e.V. ausgezeichnet.
Sein Projekt Wind Explorer, bei dem er mit Stefan Simmerer Australien durchquerte, wurde nominiert für den Clean Tech Media Award 2011. Am 6. September 2011 erhielt der Wind Explorer dann in Karlsruhe den ÖkoGlobe 2011 für das beste ökologische Konzeptfahrzeug.

## Weltrekorde
Dirk Gion hat fünf offizielle Weltrekorde aufgestellt.
- 2004 – Dirk Gion durchquerte im Rahmen des Earthflyer-Projekts als erster Mensch mit einem Kiteboard einen Kontinent und fuhr die längste, jemals mit einem Kiteboard zurückgelegte Strecke an Land. Seine Tour führte ihn über den Stuart Highway von Port Augusta an der Südküste Australiens über 2725 km nach Darwin an der Nordküste. Gion ließ sich von bis zu 7 m² großen Lenkdrachen auf einem Mountain Board ziehen. Dabei erreichte er Spitzengeschwindigkeiten von über 60 km/h.
- 2006 – Dirk Gion fuhr als erster Mensch der Welt auf Wasserskiern hinter einem Kreuzfahrtschiff. Sein Zugboot, die Deutschland (ZDF-Traumschiff) ist 175 Meter lang und das wohl teuerste Wasserskiboot aller Zeiten. Die Guinness-Redaktion ließ sich diesen Weltrekord von Gion bestätigen und trug ihn 2007 offiziell ins Weltrekordebuch ein.
- 2011 – Dirk Gion und Stefan Simmerer konstruierten gemeinsam das erste straßentaugliche Windauto der Welt. Ihr Wind-Explorer ist ein zweisitziges Elektroauto mit Lithium-Ionen-Akkus und einer integrierten 1-kW-Windkraftanlage. Im Januar/Februar durchquerten sie mit dem Wind-Explorer den australischen Kontinent von West nach Ost. Auf der 4700 km langen Tour von Albany nach Sydney nutzten sie für den Antrieb selbst erzeugten Strom aus der Windkraftanlage und ließen sich von bis zu 10 m² großen Lenkdrachen ziehen. Bei Flaute nutzten sie Strom aus dem australischen Stromnetz für insgesamt 10 Dollar. Mit ihrer Fahrt stellten sie mehrere neue Weltrekorde auf: Noch nie wurde eine so lange Strecke mit einem windgetriebenen Auto an Land zurückgelegt und noch nie fuhr ein Windauto eine längere Strecke an einem einzigen Tag. Der Wind-Explorer-Rekord wird auch von der Guinness-Redaktion im 2012er-Rekordebuch gewürdigt.

## Expeditionen und Abenteuerreisen
- Sechsmonatige Nord-Süd Durchquerung der Rocky Mountains mit dem Pferd
- Durchquerung Nord-Deutschlands und der Vogesen mit Dirks Pferd Hotte Max
- Mehrmonatige Durchquerung der USA auf Güterzügen
- Sechsmonatige Australien-Umrundung und Durchquerung mit einem Geländemotorrad
- Durchquerung des Hoggar-Gebirges in der Sahara mit einem Geländemotorrad.
- Kletterreisen in USA, Australien, Frankreich, Türkei, Griechenland.
- Big-Wall-Climbing im Yosemite Valley in Californien (Half Dome, Cathedrale)
- Mehrmonatige Kanu-Reisen in Polen, USA, Australien. Segelreisen in den USA, im Mittelmeer und Pazifik.
- Tauch-Reisen in Australien, Südafrika, Indonesien, Mittelamerika, Mittelmeer, Nordsee.
- Freitauchen mit Tigerhaien vor der südafrikanischen Küste.
- Freitauchen mit Bullenhaien in der Karibik.
- Expeditionsleitung in der Sahara während eines Forschungsprojektes des Max Planck Institutes in Zusammenarbeit mit der ARD.